# گیرارد (اوهایو)
گیرارد(به انگلیسی: Girard) شهری در ایالت اوهایو کشور ایالات متحده آمریکا است که جمعیت آن در سرشماری سال ۲۰۱۰ میلادی، ۹٬۹۵۸ نفر بوده‌است.